# Acanthoderes albitarsis
Acanthoderes albitarsis är en skalbaggsart som först beskrevs av François Louis Nompar de Caumont de Laporte 1840.  Acanthoderes albitarsis ingår i släktet Acanthoderes och familjen långhorningar.
Artens utbredningsområde är Paraguay. Inga underarter finns listade i Catalogue of Life.